# Arda (reka)
Arda (bolgarsko Арда, grško Αρδας Ardas) je 290 km dolga reka, ki teče po ozemlju Bolgarije, Grčije in Turčije.
Je najdaljša reka v Rodopih.
Leta 2005 je reka trikrat poplavila nizkoležeče dele ob reki.